# L'uomo senza sonno
L'uomo senza sonno (The Machinist) è un film del 2004 diretto da Brad Anderson con protagonista Christian Bale.

## Trama
Trevor Reznik cerca di liberarsi di un cadavere avvolto in un tappeto, ma viene avvistato da qualcuno, che gli punta una luce in faccia. Trevor è un operaio che non riesce a dormire da un anno per via di una non meglio specificata causa; il suo fisico, stremato dalla mancanza di riposo e di energie, ha un aspetto ormai cadaverico e la sua mente comincia a giocargli brutti scherzi: vede un po' ovunque, infatti, un certo uomo di nome Ivan che inizia a perseguitarlo. La notte, non riuscendo a prendere sonno, si reca al bar dell'aeroporto, dove intrattiene conversazione con una cameriera, Marie: la ragazza lo invita a trascorrere una giornata al luna park con lei e il figlio, il piccolo Nicholas.
Durante una giornata di lavoro in fabbrica, a causa di una distrazione dovuta ad una visione, Trevor causa un incidente ad un suo collega, che subisce il troncamento di parte del braccio sinistro. Le conseguenze dell'incidente sono presto pronte: è mal visto dai colleghi e viene licenziato per le sue manie di persecuzione. Un giorno segue Ivan che, a bordo della sua Pontiac Firebird cabrio rossa, esce dalla città, ma rimane senza benzina e lo perde. Deciso a scoprirne l'identità, si fa investire volontariamente e si reca dalla polizia a denunciare Ivan, avendo memorizzato la targa dell'auto. L'ispettore però gli rivela che l'auto con quella targa era la sua, e che l'anno precedente ne aveva denunciato la distruzione in un incidente. Sconvolto, fugge e si reca da Stevie, una prostituta con cui sta nascendo una tenera storia d'amore, ma dopo aver visto una foto che ritrae il suo collega di lavoro Reynolds con Ivan (mentre Stevie afferma che con Reynolds è ritratto lui, Trevor) la accusa di aver complottato contro di lui e la ragazza lo caccia. Ormai, la realtà per Trevor è sempre più distorta: scorge Ivan dappertutto, crede che tutti vogliano fargli del male, vede persone o cose che non sono mai esistite. Disperato, si reca all'aeroporto per scoprire con orrore che Marie non ha mai lavorato lì.
Completamente fuori di sé, Trevor torna a casa sua e vede Ivan entrare nel suo appartamento assieme a Nicholas. Una volta dentro, tra i due scoppia una lite che termina con Trevor che taglia la gola ad Ivan. Ci si trova così alla scena iniziale: si capisce che il cadavere di cui vuol liberarsi Trevor non è altri che Ivan. Ma, inaspettatamente, dietro la luce abbagliante della torcia che colpisce Trevor, si nasconde Ivan stesso. A questo punto, tutto viene chiarito. Si spiega il motivo scatenante dello shock che ha portato Trevor ad essere l'uomo senza sonno: mentre era alla guida della sua auto, una Pontiac Firebird rossa, all'1.30 pomeridiane (cifra che ricorre durante tutto il film), per accendersi una sigaretta, non aveva visto il rosso del semaforo ed aveva investito un bambino, uccidendolo. Era Nicholas.
Alla domanda «Chi sei?», scritta su un post-it, corrisponde una risposta ben precisa: «killer», che sarà lo stesso Trevor a completare, nel gioco dell'impiccato. A tormentarlo, quindi, sono i sensi di colpa, non solo per aver commesso un omicidio, ma anche per essere fuggito e non aver prestato soccorso. Impacchetta quindi le sue cose e si mette in marcia, apparentemente per lasciare la città; in auto con lui c'è Ivan, che lo guarda sornione. Dopodiché si reca alla stazione di polizia per autodenunciarsi e, nell'attesa di completare le pratiche, viene portato in cella, dove, finalmente, può addormentarsi.

## Produzione
Il film è stato girato interamente a Barcellona in contesti appositamente trasformati per simulare l'architettura tipica della costa occidentale degli Stati Uniti, dove la storia è ambientata.
Per questo film Bale si è profondamente trasformato nel fisico, perdendo circa venticinque chili di peso e arrivando a pesarne solo cinquantaquattro (circa due terzi del normale), passando da un fisico muscoloso e atletico ad un aspetto estremamente emaciato, mettendo anche a rischio la propria salute. Subito dopo aver terminato le riprese, Bale è tornato al suo fisico originario in circa quattro mesi, guadagnando circa sedici ulteriori chili di massa corporea per interpretare Batman in Batman Begins.

## Distribuzione
Il film è stato proiettato in anteprima al Sundance Film Festival il 18 gennaio 2004. Ottenne una distribuzione limitata in alcune sale statunitensi il 22 ottobre 2004 per poi essere distribuito in modo esteso il successivo 3 dicembre. In Italia arrivò invece nelle sale il 19 novembre 2004.

## Riferimenti ad altre opere
Nel film sono numerosi i riferimenti alle opere del grande scrittore russo Fëdor Dostoevskij, da cui lo sceneggiatore, Scott Kosar, è stato influenzato: il primo è visibile mentre Trevor è al luna park con Nicholas mentre sta facendo un giro sull'attrazione "Route 666", ove si legge un'insegna che recita Crime and Punishment (Delitto e castigo); successivamente il protagonista legge The Idiot (L'idiota); la stessa trama della pellicola ha qualcosa in comune con Il sosia, altra celebre opera.
Sparse nella pellicola vi sono anche diversi riferimenti all'opera dello scrittore Franz Kafka: Trevor possiede a casa una copia di The Castle (Il castello), evidente richiamo all'atmosfera kafkiana che caratterizza l'intero film.
Brad Anderson ha avuto come fonte di ispirazione grandi maestri del cinema come Roman Polański, Alfred Hitchcock, David Lynch e David Cronenberg, usando elementi caratteristici della loro cinematografia. Il protagonista che soffre d'insonnia e che per questo soffre di sdoppiamento della personalità è invece un chiaro riferimento a Fight Club uscito pochi anni prima.
Durante la scena girata in metropolitana, si può vedere la locandina di Rottweiler, altra produzione di Julio Fernández Rodríguez.
Il nome del protagonista è ispirato a quello del fondatore del gruppo Nine Inch Nails, Trent Reznor.
Il film ha ispirato l'omonimo brano di Murubutu, L'uomo senza sonno.

## Riconoscimenti
- 2005 - Saturn Award
  - Candidatura Miglior attore a Christian Bale
- 2005 - European Film Awards
  - Candidatura Miglior attore a Christian Bale
- 2005 - Premio Goya
  - Candidatura Miglior colonna sonora a Roque Baños
- 2005 - Golden Trailer Awards
  - Candidatura Vello d'Oro
- 2006 - London Critics Circle Film Awards
  - Candidatura Attore dell'anno a Christian Bale
- 2005 - Fangoria Chainsaw Awards
  - Candidatura Miglior film direct-to-video o a distribuzione limitata
  - Candidatura Miglior attore a Christian Bale
  - Candidatura Miglior attrice non protagonista a Jennifer Jason Leigh
  - Candidatura Miglior sceneggiatura a Scott Kosar
  - Candidatura Miglior musica a Roque Baños

- 2006 - Russian National Movie Awards
  - Candidatura Georges Award per il miglior film straniero
- 2004 - Sitges - Catalonian International Film Festival
  - Miglior attore a Christian Bale
  - Miglior fotografia a Xavi Giménez
  - Candidatura Miglior film
- 2005 - Barcelona Film Awards
  - Miglior attrice a Aitana Sánchez-Gijón
  - Miglior fotografia a Xavi Giménez
  - Miglior montaggio a Luis de la Madrid
  - Candidatura Miglior film
- 2004 - Golden Schmoes Awards
  - Candidatura Film più straniante dell'anno
- 2005 - International Horror Guild Awards
  - Candidatura Miglior film
- 2004 - Neuchâtel International Fantastic Film Festival
  - Narcisse Award per il miglior film fantasy
  - Silver Méliès Award per il miglior film fantasy europeo